# القائمة (الحيمة الداخلية)

تعديل مصدري - تعديل

القائمة هي إحدى قرى عزلة بني يوسف بمديرية الحيمة الداخلية التابعة لمحافظة صنعاء، بلغ تعداد سكانها 26 نسمة حسب تعداد اليمن لعام 2004.